# Sofia Elionor de Saxònia
Sofia Elionor de Saxònia (Dresden, 23 de novembre de 1609 - Darmstadt, 2 de juny de 1671) fou una noble alemanya de la Casa de Wettin, filla de l'elector Joan Jordi I de Saxònia (1585-1656) i de la seva segona muller Magdalena Sibil·la de Prússia (1587-1659).

## Matrimoni i fills
L'1 de juliol de 1627 es va casar al palau de Torgau amb el landgravi Jordi II de Hessen-Darmstadt, fill de Lluís V de Hessen-Darmstadt (1577-1626) i de Magdalena de Brandenburg (1582-1616). El matrimoni va tenir quinze fills: 
- Lluís (1630-1678), casat primer amb la princesa Maria Elisabet de Schleswig-Holstein-Gottorp (1634-1665), i després amb Elisabet Dorotea de Saxònia-Gotha-Altenburg (1640-1709).
- Magdalena Sibil·la (1631-1651)
- Jordi (1632-1676), casat primer amb Dorotea Augusta de Schleswig-Holstein-Sonderburg (1636-1662), i després amb Juliana Alexandrina de Leiningen-Dagsburg-Heidesheim (1651-1703).
- Sofia Elionor (1634-1663), casada amb Guillem Cristòfol de Hessen-Homburg (1625-1681).
- Elisabet Amàlia (1635-1709), casada amb Felip Guillem de Neuburg (1615-1690).
- Lluïsa Cristina (1636-1697), casada amb Cristòfol Lluís I de Stolberg (1634-1704).
- Anna Maria, nascuda i morta el 1637.
- Anna Sofia (1638-1683).
- Amàlia Juliana, nascuda i morta el 1639.
- Enriqueta Dorotea (1641-1672), casada amb Joan II de Waldeck-Pyrmont (1623-1668).
- Joan, nascut i mort el 1643.
- Augusta Filipina (1643-1672)
- Agnàs, nascuda i morta el 1645.
- Maria Hedwig (1647-1680), casada amb Bernat I de Saxònia-Meiningen (1649-1706).